# Дицевич Кирило Валерійович
Кирило Валерійович Дицевич (біл. Кірыл Валер'евіч Дыцевіч; нар. 21 грудня 1992, Береза Брестської області, Республіка Білорусь) — білоруський та російський актор театру та кіно.

## Походження та навчання
Кирило Дицевич народився у 1992 році в місті Береза Бересейської області Республіки Білорусь.
Після перемоги у першому конкурсі «Містер Білорусь», він став одним із найпопулярніших молодих акторів Білорусі. Як переможець, він став ведучим вокального шоу «Вечера в Мирском замке», а також був запрошений на телеефір щоденної інформаційної програми «Неделя в Беларусии» на телеканалі ТРО.
У 2015 році Кирило Дицевич взяв участь у мюзиклі 3D-формата «Папараць-кветка», з яким гастролював Білоруссю. 15 червня 2016 року разом із Анжеликою Агурбаш був ведучим Гала-концерту «Витебск собирает друзей» ювілейного XXV фестивалю «Слов'янський базар» у Вітебську.
У цьому ж 2016 році закінчив Білоруську державну академію мистецтва за спеціальністю «актор драматичного театру».

## Творчість
Кирило Дицевич дебютував у кіно в 2013 році. Він знімався одночасно у трьох мелодраматичних серіалах «Ненавиджу і люблю», «Тому що люблю» та «Під знаком Місяця». Потім послідували соціальна драма «Усі скарби світу» і серіал «Старша дочка» на «Першому російському каналі», де Кирило перевтілився в проблемного підлітка, який заради епатажу підпалює чужі машини.
Успіхом актора вважається роль Кості Городецького в романтично-драматичній стрічці «Заради любові я все зможу», яка вперше вийшла на екрани в 2015 році. Після цієї картини Кирило став затребуваним актором в рідній Білорусі, Україні та Росії, де проходили зйомки цього багатосерійного фільму. У тому ж році знявся в п'яти картинах, серед яких: мелодрама «Домробітниця», кримінальний фільм «Дочка за батька», мелодраматичний серіал «Удар зодіаку». У 2016 році актор з'явився в українському мелодраматичному серіалі «Заборонене кохання».
У 2016—2017 роках Кирило Дицевич також працював актором Московського драматичного театру імені Олександра Пушкіна.

### Ролі в театрі
Московський драматичний театр імені О. С. Пушкіна
- Клавдія — «Міра за міру» Вільям Шекспір, режисер Деклан Доннеллан;
- Маріано — «Велика магія»;

### Ролі в кіно
- 2020 — Подаруй мені щастя — Гліб Величко
- 2019 — Сонячний листопад
- 2019 — На краю — Руслан (у виробництві)
- 2019 — Бувші (у виробництві)
- 2018 — Дві матері — Сергій
- 2018 — У минулого в боргу! — Вадим
- 2018 — Полюби меня такою (головна роль)
- 2018 — Пірнальниця за перлами — Юрій
- 2018 — Велика гра — Євген Смолін, нападник
- 2017 — Хороший хлопець — Олег Воскресенський (головна роль)
- 2017 — Той, хто не спить — Філ (головна роль)
- 2017 — Кожному своє — Олег (головна роль)
- 2016 — Любов без правил
- 2016 — Улюблене місто — епізод
- 2016 — Куба — хлопець на дискотеці, продавець телефону (немає в титрах)
- 2016 — Заборонене кохання — Єгор
- 2015 — Удар зодіаку — Костянтин Горєлов, лейтенант
- 2015 — Заради любові я все зможу — Костянтин Михайлович Городецький (головна роль)
- 2015 — Дочка за батька — Ігор Захаров, товариш Віри
- 2015 — Домробітниця — Ілля, син Ольги та Романа
- 2014 — Старша дочка — Антон Сабітов, мажор
- 2014 — Державний кордон — епізод у фільмі № 11 «Смертельний улов»
- 2013 — Тому що люблю — Сергій, син Наталії
- 2013 — Під знаком місяця — Максим (головна роль)
- 2013 — Ненавиджу і люблю — Максим Конишев, син Єгора
- 2013 — Довга дорога — епізод
- 2013 — Всі скарби світу — епізод
- 2013 — Букет — В'ячеслав

## Нагороди
- Переможець конкурсу «Містер Білорусь -2014»;
- Нагороджений грамотою Міністерства культури Республіки Білорусь і вдячністю Президента Білорусі.

### Особисте життя
Був одружений (з листопада 2017 по січень 2018 років) з російською актрисою Анастасією Самбурською, з якою зустрічався декілька місяців до весілля. Однак уже в січні 2018 року пара розлучилася.